# جان ای. دورکین
جان ای. دورکین (به انگلیسی: John A. Durkin) سناتور سابق عضو حزب دموکرات ایالات متحده آمریکا بود. وی در سال ۱۹۷۵ تا ۱۹۸۰ میلادی سناتور ایالت نیوهمپشایر در سنای ایالات متحده آمریکا بود.